# All for Love
Pour la chanson du film Les Trois Mousquetaires, voir All for Love (chanson).
All for Love est groupe de metalcore argentin, originaire de Buenos Aires.

## Biographie
All for Love est formé à Buenos Aires, en Argentine, en 2008 par les chanteurs Rodrigo Rabita et Jean Pierre Moreno, les guitaristes Guido de la Vega et Jonathan Moreno, le bassiste Tito Placenti et le batteur Joel Maidana. Maidana et de la Vega quittent le groupe et sont remplacés par Ezequiel Benitez à la batterie et Damian Blanco à la guitare.
Le groupe signe un contrat avec Avalancha Producciones pour la sortie d'un EP quatre titres. Pendant l'enregistrement, le groupe décide d'en faire un album studio, plutôt qu'un EP. Le groupe espère alors publier son premier album, Dejando el ayer, le 14 décembre 2012, mais à cause de défauts technique, la date est repoussée. Les membres publient plusieurs chansons sur YouTube à la place. Après avoir signé au label punk argentin Pinhead Records le 20 juin 2013, le groupe publie l'album le 15 juillet 2013 à l'international chez Pinhead Records. Dejando el ayer est enregistré aux PGM Studios et produit par Nico Ghiglione. Le groupe tourne en Argentine en soutien à l'album. Le groupe publie deux clips pour Cuando algien se nos va et Hoy somos más.
Durant son existence, All for Love partage la scène avec des groupes locaux comme Deny, Coralies, En Nuestros Corazones, Valor Interior et Mi Ultima Solucion et des groupes internationaux comme August Burns Red et We Came as Romans. En janvier 2015, le groupe annonce une suite pour Dejando el Ayer qui sera publiée le 20 septembre 2015 via Pinhead Records. Le titre de l'album est Como un oceano. Le 11 août 2015 le groupe publie sa première chanson intitulée El final de tus palabras. Le single officiel s'intitule Ayudame a Salir qui s'accompagne d'un clip.

## Style musical
Le style musical d'All for Love est catégorisé post-hardcore ou en version mélodique de metalcore avec des versets criés et des refrains chantés. Les paroles, complètement écrites en espagnol, traitent de problèmes sociaux, de couples brisés et des relations avec Dieu. Leur style est comparable à celui de We Came as Romans, Crown the Empire et Upon this Dawning.

## Discographie
- 2013 : Dejando el Ayer (Pinhead Records)
- 2015 : Como un oceano (Pinhead Records)

### Clip
- 2014 : Cuando alguien se nos va
- 2014 : Hoy somos más
- 2015 : Ayudame a salir